# Oculohammus
Oculohammus is een kevergeslacht uit de familie van de boktorren (Cerambycidae). De wetenschappelijke naam van het geslacht werd voor het eerst geldig gepubliceerd in 1941 door Breuning & de Jong.

## Soorten
Oculohammus is monotypisch en omvat slechts de volgende soort:
- Oculohammus densepunctatus Breuning & de Jong, 1941